# Prokné
Prokné (latinsky Procne) je v řecké mytologii dcerou athénského krále Pandíóna.
Král Pandíón ji provdal za thráckého krále Térea, spojence ve válce. Prokné porodila jediného syna Itya.
Když po několika letech chtěla vidět svou sestru Filomélu, Téreus se pro ni vydal do Athén. Na zpáteční cestě však podlehl svému chtíči a půvabnou Filomélu znásilnil. Ze strachu, aby nevydala svědectví, vyřízl jí jazyk.
Filoméla si však našla cestu, jak ho obžalovat: vetkala zprávu do obrazu. Jakmile se o zločinu dozvěděla Prokné, připravila strašnou pomstu. Svému manželovi předložila k hostině kusy těla jejich syna Itya. Rozběsněný Téreus chtěl obě sestry zabít, ale zabránili tomu bohové a všechny tři proměnili v ptáky. Z Prokné se stala vlaštovka, z Filomély slavík a Téreus se změnil v dudka.
Král Pandíón z toho žalem zemřel.

## Odraz v umění
Tento příběh je ztvárněn v Ovidiových Proměnách, Kniha VI. - Prokné a Filoméla a také se hojně vyskytuje na mnohých vázových malbách